# Saison 2 de The Handmaid's Tale : La Servante écarlate
 (juillet 2018).
Si vous disposez d'ouvrages ou d'articles de référence ou si vous connaissez des sites web de qualité traitant du thème abordé ici, merci de compléter l'article en donnant les références utiles à sa vérifiabilité et en les liant à la section « Notes et références ».
Chronologie
Saison 1 Saison 3
Cet article présente le guide des épisodes de la deuxième saison de la série télévisée américaine The Handmaid's Tale : La Servante écarlate.

## Distribution

### Acteurs principaux
- Elisabeth Moss (VF : Anne O'Dolan) : Defred / June Osborne
- Yvonne Strahovski (VF : Marie Diot) : Serena Joy Waterford
- Joseph Fiennes (VF : Sylvain Agaësse) : le commandant Fred Waterford
- Alexis Bledel (VF : Noémie Orphelin) : Deglen / Desteven / Emily
- Madeline Brewer (VF : Sandra Valentin) : Janine
- Samira Wiley (VF : Laura Zichy) : Moira
- Ann Dowd (VF : Anne Plumet) : Tante Lydia
- O. T. Fagbenle (VF : Namakan Koné) : Luke Bankole
- Max Minghella (VF : Benjamin Gasquet) : Nick Blaine
- Amanda Brugel (VF : Valérie Decobert) : Rita

### Acteurs récurrents
- Ever Carradine (VF : Marie Chevalot) : Naomi Putnam
- Tattiawna Jones (en) : la deuxième Deglen / Lillie
- Nina Kiri (en) (VF : Flora Kaprielian) : Alma
- Jenessa Grant : Desamuel
- Jordana Blake (VF : Clara Soares) : Hannah Osborne
- Clea DuVall : Sylvia
- Sydney Sweeney (VF : Clara Quilichini) : Eden
- Marisa Tomei : Madame O'Conner
- Cherry Jones : Holly Osborne
- Bradley Whitford (VF : Nicolas Marié) : Commandant Joseph Lawrence

## Épisodes

### Épisode 1:June
- États-Unis : 25 avril 2018 sur Hulu
- France : 26 avril 2018 sur OCS

### Épisode 2:Antifemmes
- États-Unis : 25 avril 2018
- France : 26 avril 2018

- Marisa Tomei (Madame O'Conner)

### Épisode 3:Fardeau
- États-Unis : 2 mai 2018
- France : 3 mai 2018

### Épisode 4:Les Autres Femmes
- États-Unis : 9 mai 2018
- France : 10 mai 2018

June est ramenée enchaînée dans une pièce où Tante Lydia explique qu'elle doit choisir entre cet emprisonnement, suivi d'une exécution après la naissance de son enfant, ou retourner comme Servante chez les Waterford. Elle choisit cette dernière option sous étroite surveillance de Lydia. Les Waterfords, qui emploient encore Nick, traitent publiquement la disparition de Defred comme un enlèvement, mais en privé, Serena est furieuse et attrape Defred par la gorge.
Rita redonne les lettres qu'elle a trouvées et dit à Defred qu'elle ne sera plus impliquée. Une fête prénatale est tenue pour Serena, incorporant la prière et une liaison rituelle de Defred à Serena.
Defred apprend d'Alma qu'on a coupé la langue de Deglen pour avoir parlé pour sauver Dewarren (Janine) alors qu'elle était sur le point d'être lapidée et que le réseau Mayday était maintenant silencieux. Tante Lydia sort Defred pour lui montrer ce qui est supposé être le cadavre suspendu d'Omar. Elle dit à June que la femme d'Omar, Heather, est maintenant Servante et que leur enfant, Adam, a été donné à une autre famille. Tante Lydia dit à Defred que c'était sa faute, et Defred accepte le blâme. Tante Lydia encourage June à faire la distinction entre la personne de Defred et celle de June.

### Épisode 5:Unions
- États-Unis : 16 mai 2018
- France : 17 mai 2018

### Épisode 6:Premier sang
- États-Unis : 23 mai 2018
- France : 24 mai 2018

### Épisode 7:Après
- États-Unis : 30 mai 2018
- France : 31 mai 2018

### Épisode 8:L'Ouvrage des femmes
- États-Unis : 6 juin 2018
- France : 7 juin 2018

### Épisode 9:Diplomatie
- États-Unis : 13 juin 2018
- France : 14 juin 2018

### Épisode 10:Dernière cérémonie
- États-Unis : 20 juin 2018
- France : 21 juin 2018

### Épisode 11:Holly
- États-Unis : 27 juin 2018
- France : 28 juin 2018

- Oprah Winfrey (La femme à la radio)

### Épisode 12:Postpartum
- États-Unis : 4 juillet 2018
- France : 5 juillet 2018

### Épisode 13:Le Mot
- États-Unis : 11 juillet 2018
- France : 12 juillet 2018